# Chuyện người con gái Nam Xương
Nam Xương nữ tử truyện hay Nam Xương nữ tử lục (chữ Hán: 南昌女子傳), được diễn Nôm thành Chuyện người con gái Nam Xương, là câu chuyện thứ 16 trong 20 truyện được chép lại trong tác phẩm chữ Hán Truyền kỳ mạn lục của danh sĩ Nguyễn Dữ cuối thế kỉ XVI nhà Lê Sơ, đầu thời nhà Mạc. Tác phẩm dựa trên một câu chuyện dân gian về một nỗi oan khuất của một người thiếu phụ.

## Tác giả
Nguyễn Dữ – có sách phiên âm là Nguyễn Tự là một danh sĩ sống vào thế kỉ XVI, thời kỳ triều đình nhà Lê đã bắt đầu khủng hoảng, người huyện Trường Tân, nay là huyện Thanh Miện, tỉnh Hải Dương. Ông là học trò của Tuyết Giang Phu Tử Nguyễn Bỉnh Khiêm, là người học rộng, tài cao, am hiểu văn chương. Ông làm quan được một năm sau đó về sống ẩn dật ở Thanh Hóa.